# 8032 Michaeladams
A 8032 Michaeladams (ideiglenes jelöléssel (8032) 1992 ES1) a Naprendszer kisbolygóövében található aszteroida. Ueda Szeidzsi és Kaneda Hirosi fedezte fel 1992. március 8-án.